# Бердичівський замок
Бердичівський замок  — замок, заснований наприкінці 16 століття (фундатор — Януш Тишкевич)

## Історія

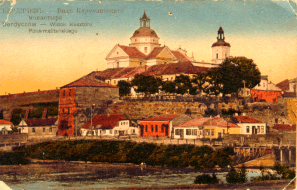
Замок і монастир кармелітів у 1910 р.

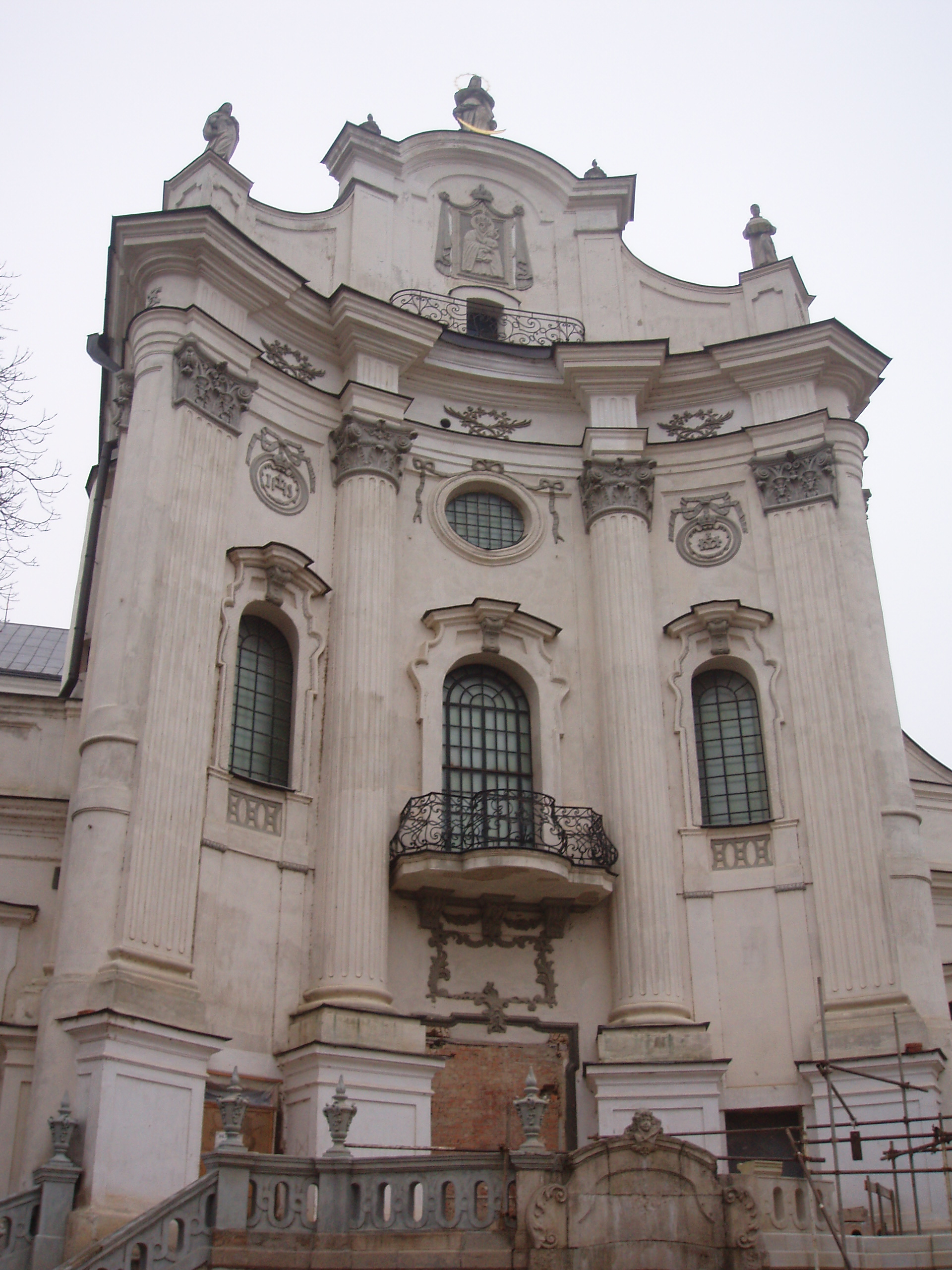
Західний фасад костелу монастиря кармелітів босих.

Власник міста розпочав побудову замку наприкінці 16 ст. 1630 року — подарував його католицькому ордену босих кармелітів, (ті мали заборону на право носити шкіряне взуття, звідси «босі»). Замок перетворився на оборонний (кляштор) з військовим гарнізоном і кількома гарматами.
В червні-липні 1648 вояки Максима Кривоноса захопили місто, зруйнувавши замок і монастир.
За Андрусівським перемир'ям 1667 Бердичів відійшов до складу Польщі. Права на замок заявили нащадки Тишкевича і кармеліти. Перемогу отримали кармеліти у 1717. Вони й відбудували в камені у 1739—1754 р.р. в стилі бароко замок і величний костел, що був найбільшим орденським на теренах України.
З 1793 року, після Третього розділу Польщі і втрати нею державності, місто і замок знаходяться у складі Російської імперії. Місто було значним торговельним центром з правом проведення 10 ярмарків на рік.
В роки Другої світової війни замок і монастир зазнали пошкоджень. Відреставровані і передані під культурно-освітні заклади в повоєнні роки. Костел реставровано. На базі колишнього замку і монастиря утворено Бердичівський історико-культурний заповідник.